# ناکایوشی
ناکایوشی (به انگلیسی: Nakayoshi) یک مجله شوجو مانگا ماهانه است که توسط کودانشا در ژاپن منتشر می‌شود. این مجله برای اولین بار در دسامبر ۱۹۵۴ منتشر شد و دارای بیش از ۶۰ سال سابقه انتشار مانگا است. بازار هدف مجله ناکایوشی دختران نوجوان است. هر جلد تقریباً به اندازه یک دفترچه تلفن است و به‌طور کلی همراه با هدایای کوچک، مانند فیگورهای بزرگ، بازی‌ها، کیف‌های کوچک، پوسترها، برچسب‌ها و غیره است.
این مجله یکی از پرفروش‌ترین مجلات شوگو مانگا است که از سال ۱۹۷۸ تاکنون بیش از ۴۰۰ میلیون نسخه فروخته‌است. در اواسط دهه ۱۹۹۰، ناکایوشی ۴۰۰ ین خرده فروشی کرد و به‌طور متوسط ۴۴۸ صفحه داشت. The تخمین زده می‌شود گردش متوسط ناکایوشی در این زمان ۱٫۸۰۰٫۰۰۰ باشد. تیراژ آن در سال ۱۹۹۳ به ۲٬۱۰۰٬۰۰۰ رسید. در سال ۲۰۰۷، تیراژ آن ۴۰۰۰۰۰ بود.
ناکایوشی در ششم هر ماه منتشر می‌شود.

## تیتراژ
| سال / دوره                  | تیراژ ماهانه | فروش مجله   |
| --------------------------- | ------------ | ----------- |
| ۱۹۷۸                        | 1,600,000    | ۱۹٬۲۰۰٬۰۰۰  |
| ۱۹۷۹                        | 1,800,000    | ۲۱٬۶۰۰٬۰۰۰  |
| ۱۹۸۰                        | 1,700,000    | ۲۰٬۴۰۰٬۰۰۰  |
| ۱۹۸۱                        | 1,400,000    | ۱۶٬۸۰۰٬۰۰۰  |
| ۱۹۸۲                        | 1,200,000    | ۱۴٬۴۰۰٬۰۰۰  |
| ۱۹۸۳                        | 1,200,000    | ۱۴٬۴۰۰٬۰۰۰  |
| ۱۹۸۴                        | 1,250,000    | ۱۵٬۰۰۰٬۰۰۰  |
| ۱۹۸۵                        | 1,250,000    | ۱۵٬۰۰۰٬۰۰۰  |
| ۱۹۸۶                        | 1,250,000    | ۱۵٬۰۰۰٬۰۰۰  |
| ۱۹۸۷                        | 1,250,000    | ۱۵٬۰۰۰٬۰۰۰  |
| ۱۹۸۸                        | 1,350,000    | ۱۶٬۲۰۰٬۰۰۰  |
| ۱۹۸۹                        | 1,350,000    | ۱۶٬۲۰۰٬۰۰۰  |
| ۱۹۹۰                        | 1,200,000    | ۱۴٬۴۰۰٬۰۰۰  |
| ۱۹۹۱                        | 1,200,000    | ۱۴٬۴۰۰٬۰۰۰  |
| ۱۹۹۲                        | 1,400,000    | ۱۶٬۸۰۰٬۰۰۰  |
| ژانویه ۱۹۹۳ تا مارس ۱۹۹۳    | 1,750,000    | ۵٬۲۵۰٬۰۰۰   |
| آوریل ۱۹۹۳ تا مارس ۱۹۹۳     | 2,100,000    | ۲۵٬۲۰۰٬۰۰۰  |
| آوریل ۱۹۹۴ تا دسامبر ۱۹۹۴   | 1,750,000    | ۱۵٬۷۵۰٬۰۰۰  |
| ۱۹۹۵                        | 1,500,000    | ۱۸٬۰۰۰٬۰۰۰  |
| ۱۹۹۶                        | 1,100,000    | ۱۳٬۲۰۰٬۰۰۰  |
| ۱۹۹۷                        | 780,000      | ۹٬۳۶۰٬۰۰۰   |
| ۱۹۹۸                        | 530,000      | ۶٬۳۶۰٬۰۰۰   |
| ۱۹۹۹                        | 500,000      | ۶٬۰۰۰٬۰۰۰   |
| ۲۰۰۰                        | 500,000      | ۶٬۰۰۰٬۰۰۰   |
| ۲۰۰۱                        | 520,000      | ۶٬۲۴۰٬۰۰۰   |
| ۲۰۰۲                        | 550,000      | ۶٬۶۰۰٬۰۰۰   |
| ۲۰۰۳                        | 490,000      | ۵٬۸۸۰٬۰۰۰   |
| ۲۰۰۴                        | 500,000      | ۶٬۰۰۰٬۰۰۰   |
| ۲۰۰۵                        | 460,000      | ۵٬۵۲۰٬۰۰۰   |
| ۲۰۰۶                        | 418,500      | ۵٬۰۲۲٬۰۰۰   |
| ۲۰۰۷                        | 400,000      | ۴٬۸۰۰٬۰۰۰   |
| ژانویه ۲۰۰۸ تا سپتامبر ۲۰۰۸ | 343,750      | ۳٬۰۹۳٬۷۵۰   |
| اکتبر ۲۰۰۸ تا سپتامبر ۲۰۰۹  | 306,667      | ۳٬۶۸۰٬۰۰۴   |
| اکتبر ۲۰۰۹ تا سپتامبر ۲۰۱۰  | 252,084      | ۳٬۰۲۵٬۰۰۸   |
| اکتبر ۲۰۱۰ تا دسامبر ۲۰۱۰   | 250,000      | ۷۵۰٬۰۰۰     |
| ژانویه ۲۰۱۱ تا سپتامبر ۲۰۱۱ | 198,910      | ۱٬۷۹۰٬۱۹۰   |
| اکتبر ۲۰۱۱ تا سپتامبر ۲۰۱۲  | 170,834      | ۲٬۰۵۰٬۰۰۸   |
| اکتبر ۲۰۱۲ تا سپتامبر ۲۰۱۳  | 152,667      | ۱٬۸۳۲٬۰۰۴   |
| اکتبر ۲۰۱۳ تا سپتامبر ۲۰۱۴  | 137,500      | ۱٬۶۵۰٬۰۰۰   |
| اکتبر ۲۰۱۴ تا سپتامبر ۲۰۱۵  | 124,542      | ۱٬۴۹۴٬۵۰۴   |
| اکتبر ۲۰۱۵ تا سپتامبر ۲۰۱۶  | 104,083      | ۲٬۱۸۰٬۰۰۴   |
| اکتبر ۲۰۱۶ تا سپتامبر ۲۰۱۷  | 96,608       | ۲٬۰۷۵٬۰۰۴   |
| اکتبر ۲۰۱۷ تا مارس ۲۰۱۸     | ۸۹٬۱۲۵       | 534,750     |
| ۱۹۷۸ تا مارس ۲۰۱۸           |              | ۴۱۴٬۱۳۷٬۲۲۶ |